# Stazione di Staad
La stazione di Staad (in tedesco Bahnhof Staad) è una stazione ferroviaria a servizio di Staad, frazione del comune svizzero di Thal sulla linea Coira-Rorschach.

## Storia
La stazione fu attivata il 25 agosto 1857, in occasione dell'apertura della tratta Rorschach-Rheineck della ferrovia Coira-Rorschach.

## Strutture e impianti
La stazione dispone di 2 binari dotati di marciapiede per il servizio passeggeri. È dotata di un fabbricato viaggiatori su più piani e diverse pensiline.

## Movimento
La stazione è servita da treni a cadenza semioraria sulla relazione Wattwil - Altstätten (FFS) (linea S2 della rete celere di San Gallo), a cadenza oraria per Rapperswil, Sargans e Nesslau (linea S4 della rete celere di San Gallo) e a cadenza oraria sulla relazione Weinfelden - Sankt Margrethen (linea S5 della rete celere di San Gallo).

## Servizi
Nella stazione sono presenti:
- Biglietteria automatica
- Sala d'attesa

Sono inoltre presenti piccoli parcheggi di interscambio per automobili e biciclette.

## Interscambi
- Fermata autobus (Staad SG, Bahnhof)[6]